# Millwood (Washington)
Millwood es un pueblo ubicado en el condado de Spokane en el estado estadounidense de Washington. En el año 2000 tenía una población de 1.649 habitantes y una densidad poblacional de 925,0 personas por km².

## Geografía
Millwood se encuentra ubicada en las coordenadas 47°41′8″N 117°17′3″O / 47.68556, -117.28417.

## Demografía
Según la Oficina del Censo en 2000 los ingresos medios por hogar en la localidad eran de $34.565, y los ingresos medios por familia eran $40.441. Los hombres tenían unos ingresos medios de $31.292 frente a los $22.500 para las mujeres. La renta per cápita para la localidad era de $17.911. Alrededor del 11,0% de la población estaban por debajo del umbral de pobreza.